# Schleswig-Holsteinischer Fußballverband
Der Schleswig-Holsteinische Fußballverband (SHFV) wurde laut Satzung am 17. Juli 1948 gegründet und ist heute einer der 21 Landesverbände des DFB. Sein tatsächliches Gebiet ist kleiner als das des gleichnamigen Bundeslandes. Der SHFV ist die Dachorganisation von derzeit 564 Fußballvereinen in Schleswig-Holstein mit 175.676 Mitgliedern, davon 36.125 weiblichen, und 3.643 Mannschaften. Die Zahlen sind gegenüber dem Vorjahr einigermaßen stabil. Im Männerbereich gibt es besonders in den nördlichen Kreisen zahlreiche Spielgemeinschaften, die kleinere Vereine miteinander gebildet haben. Der Verband selbst ist ein eingetragener Verein und Mitglied im NFV. Er betreibt auch den Uwe-Seeler-Fußball-Park in Malente-Gremsmühlen (ehemals „Verbandssportschule Malente“).
Sitz des SHFV ist Kiel. An der Spitze des Verbandes steht Uwe Döring als Präsident. Seine Vorgänger Hans-Ludwig Meyer, Erdmann Fischer und Peter Ehlers († 2017) sind Ehrenpräsidenten des Verbandes. Im Zuge einer Strukturreform hat sich zum 1. Juli 2017 die Führungsstruktur geändert. Statt der bisherigen zwei Vizepräsidenten umfasst die Führungsspitze des Verbandes jetzt insgesamt sechs Vizepräsidenten bzw. Vizepräsidentinnen. Neben Uwe Döring als SHFV-Präsident bilden Hendrik Bünzen (Vizepräsident Qualifizierung und Soziales), Wolfgang Liethmann (Vizepräsident Finanzen), Sabine Mammitzsch (Vizepräsidentin Spielbetrieb), Helmut Johannsson (Vizepräsident für Zukunftsentwicklung) und Tobias Fischer (Vizepräsident für Jugendangelegenheiten) das geschäftsführende Präsidium des SHFV.
Das Verbandsgebiet war bis 2012 in 14 Kreise unterteilt, die weitgehend den politischen Kreisen des Landes Schleswig-Holstein entsprachen: Die vier kreisfreien Städte Kiel, Lübeck, Neumünster und Flensburg bildeten – teilweise mit fußballerisch eingemeindeten Umlandvereinen – ebenso je einen Kreisfußballverband wie die Flächenkreise Nordfriesland, Schleswig, Rendsburg-Eckernförde, Plön, Dithmarschen, Steinburg, Segeberg, Ostholstein, Stormarn und Herzogtum Lauenburg. Hingegen gehören die Vereine aus dem Kreis Pinneberg traditionell zum Hamburger Fußball-Verband, der auch zahlreiche Mitgliedsvereine in den südlichen Teilen von Stormarn (z. B. Voran Ohe), Lauenburg (z. B. TuS Dassendorf) und Segeberg (z. B. Eintracht Norderstedt) hat.
Die bis zum 30. Juni 2008 bestehende Ebene der vier Bezirke (Ost, Nord, West, Süd) war im Zuge einer damaligen Strukturreform ersatzlos gestrichen worden.
Im Sommer 2012 fusionierten die Kreisfußballverbände von Flensburg und Schleswig miteinander, sodass der SHFV noch in 13 Kreise gegliedert war. Am 1. Juli 2017 schlossen sich Kreisfußballverbände Dithmarschen und Steinburg zum KFV Westküste zusammen, was die Zahl der Kreisverbände auf 12 vermindert hat. Zuletzt fusionierten die Kreisfußballverbände von Neumünster und Plön miteinander und bilden seit dem 1. Juli 2019 den KFV Holstein.

## Geschichte
Ein Verband Kieler Ballspiel-Vereine entstand 1903 und besaß zuletzt auch eine Lübecker Staffel. Der Verband schloss sich zwei Jahre später mit fünf anderen zum Norddeutschen Fußball-Verband zusammen und wurde zum Bezirk  Holstein innerhalb desselben. Ab 1907 gab es daneben einen Bezirk Schleswig – hervorgegangen aus dem vorher eigenständigen Schleswig-Holsteinischen Fußball-Verband von 1906 – und ab 1911 einen Bezirk Lübeck, der später mit Mecklenburg-Schwerin zusammengelegt wurde. Da die Vereine aus Altona, Wandsbek und umliegenden Orten von Beginn an bei Hamburg spielten und die aus Nordschleswig dem NFV fernblieben, war Schleswig-Holstein – im Gegensatz zur politisch-historischen Präambel – im Fußball keineswegs „ungedeelt“.
Erst 1921/22 spielten erstmals Vereine aus beiden Landesteilen gemeinsam im Nordkreis der sechsgleisigen regionalen Liga. Im Rahmen der NFV-Strukturreform 1922 entstand der Kreis (später Bezirk) Schleswig-Holstein; die höchste Liga hieß zunächst Nordkreisliga, ab 1923 (zweigleisig) Bezirksliga Schleswig-Holstein und von 1929 bis 1933 Oberliga Schleswig-Holstein. Der Bezirk blieb auch nach 1933 zunächst unverändert, was sein Gebiet betraf. Er gehörte aber nun zum Gau Nordmark (der NFV war aufgelöst) und wurde 1936, wie die anderen beiden Bezirke, ganz aufgelöst. Angehört hatten ihm zuletzt auch die Vereine aus Lübeck und Umgebung, die spieltechnisch aber noch bis 1937 mit Mecklenburg verbandelt waren.
Im selben Jahr erging das Groß-Hamburg-Gesetz, das sich indirekt auch auf den Fußball auswirkte: Nunmehr mussten die Vereine aus dem südlichen Stormarn und Lauenburg sowie aus dem Rest-Kreis Pinneberg, die in Hamburgs Ligen spielten, dort ausscheiden und wurden – wie auch Lübeck – in die schleswig-holsteinische Ligastruktur eingegliedert. Bereits im November 1937 durften aber sieben Vereine nach Hamburg zurückkehren und am Saisonende wurde die gesamte Maßnahme zurückgenommen. Holsatia Elmshorn hatte auf Grund jener Anordnung 1937/38 in der Bezirksklasse von Schleswig-Holstein gespielt.
Nach der Auflösung des Sportbereiches Nordmark gab es von 1942 bis Kriegsende den Sportgau Schleswig-Holstein (der dem früheren Bezirk inklusive Lübeck entsprach) mit der Gauklasse Schleswig-Holstein. Die britische Militärregierung lizenzierte dann den Landessportverband Schleswig-Holstein e. V., aus dessen Sparte Fußball der SHFV hervorging.
Am 27. April 2020 hat der SHFV als Konsequenz aus den Einschränkungen durch die Corona-Pandemie mit großer Mehrheit entschieden, die laufende Saison nicht über den 30. Juni hinaus zu verlängern, sondern de facto abzubrechen. Über die Wertung der ausgetragenen Meisterschaftsspiele sowie Auf- und Abstieg ist im Mai d. J. so entschieden worden, dass die Aufsteiger per Quotenregelung bestimmt werden und kein sportlicher Abstieg stattfindet.
Am 10. März 2021 hat das Präsidium des SHFV in einer außerordentlichen Sitzung entschieden, den Punktspielbetrieb der Saison 2020/21 in allen Spiel- und Altersklassen einzustellen und stattdessen einen „Derby-Cup“ als alternativen Wettbewerb ins Leben zu rufen. Die SHFV-Pokalsieger 2020/21 werden bei den Frauen und Männern im Lauf des Sommers noch ermittelt.

## Ligasystem
Die oberste Liga im SHFV – die 5. von ganz oben – hieß bis zum Sommer 2017 Schleswig-Holstein-Liga und vorher Verbandsliga Schleswig-Holstein. Darunter gab es vier Verbandsligen (Nord-West, Nord-Ost, Süd-West, Süd-Ost). Die 3. (von ganz oben: 7.) Liga war die Kreisliga. Nach dem Zusammenschluss zum neuen KFV Schleswig-Flensburg hatten zuletzt elf Fußballkreise jeweils eigene Kreisligen, die Kreise Dithmarschen und Steinburg bildeten gemeinsam eine Kreisliga (bis 2011 taten das auch Lübeck und Lauenburg, ab 2014/15 ebenso Lauenburg und Stormarn), so dass es zuletzt insgesamt elf Kreisligen gab.
Die verschlankte Struktur bestand erst seit dem 1. Juli 2008. Mit der Auflösung der Bezirke ging im genannten Jahr eine Spielklassenreform einher. Aus den bisherigen vier Bezirksoberligen wurden vier Verbandsligen. Gleichzeitig wechselten die Vereine der Kreise Neumünster, Segeberg und Dithmarschen – soweit sie auf diesem Level spielten – in ein anderes Gebiet. Neumünster (bislang Bezirk Ost) und Segeberg (bislang Bezirk Süd) bildeten nun mit Steinburg (bislang Bezirk West) die Staffel Süd-West. Dithmarschen (bislang Bezirk West) bildete mit dem bisherigen Bezirk Nord die Staffel Nord-West. Die Bezirksligen (bis 2008 die 7. Liga) wurden aufgelöst, so dass die Kreisligen aufgewertet wurden.
Zum 1. Juli 2017 erfolgte eine erneute Spielklassenreform. Die Schleswig-Holstein-Liga wurde in Anpassung an die bundesweite Ligenstruktur in die Flens-Oberliga Schleswig-Holstein umbenannt und, wie alle weiteren Klassen im Verbandsgebiet, auf 16 Mannschaften reduziert. Unterhalb dieser gibt es jetzt die Landesliga Schleswig und die Landesliga Holstein. Bereits von 1968 bis 1999 hatten Landesligen den Unterbau der höchsten Landesklasse gebildet. Die vier Verbandsligen Nord-West, Nord-Ost, Süd-West, Süd-Ost bleiben bestehen und bilden nun die siebthöchste Spielklasse. Dahinter folgen 8 statt bisher 11 Kreisligen. Für alle diese Spielklassen gilt das Prinzip des „flexiblen Spielbetriebs“, in dem Kreisgrenzen für Staffeleinteilungen aufgelöst werden und auch die „gleitende Skala“ weitgehend außer Kraft gesetzt ist. Als neunthöchste Spielklasse folgen 12 Kreisklassen A mit je 14 Mannschaften, weitere Kreisklassen B, C, D werden lokal nach Bedarf eingerichtet.
Der erstmals 1954 ausgetragene schleswig-holsteinische Landespokal trägt den Namen SHFV-Pokal (SHFV-Lotto-Pokal). Seit 1999 trägt der Verband mit dem SHFV-Hallenmasters das größte Hallenfußballturnier Deutschlands aus.

## Vereine des SHFV in höheren Ligen | Saison 2024/25
| Nationale Ligaebene | Bezeichnung               | Anzahl           | Vereine                                                                                  |
| Männer – Fußball    | Männer – Fußball          | Männer – Fußball | Männer – Fußball                                                                         |
| ------------------- | ------------------------- | ---------------- | ---------------------------------------------------------------------------------------- |
| 1                   | 1. Bundesliga             | 1                | Holstein Kiel                                                                            |
| 2                   | 2. Bundesliga             | -                |                                                                                          |
| 3                   | 3. Liga                   | -                |                                                                                          |
| 4                   | Fußball-Regionalliga Nord | 5                | SC Weiche Flensburg 08, Holstein Kiel II, 1. FC Phönix Lübeck, VfB Lübeck, SV Todesfelde |
| Frauen – Fußball    |                           |                  |                                                                                          |
| 1                   | 1. Frauen-Bundesliga      | –                | –                                                                                        |
| 2                   | 2. Frauen-Bundesliga      | –                | –                                                                                        |
| 3                   | Frauen-Regionalliga Nord  |                  | Holstein Kiel, SV Henstedt-Ulzburg, Kieler MTV                                           |
| Männer – Futsal     |                           |                  |                                                                                          |
| 1                   | Futsal-Bundesliga         | –                | –                                                                                        |
| 2                   | Futsal-Regionalliga Nord  | 1                | PTSV Kiel                                                                                |

## Verbandstrainer
Die bisherigen Verbandssportlehrer des SHFV:
- Hans Rohde, 1950 bis 1955
- Klaus-Peter Kirchrath, 1955 bis 1970
- Hans Merkle, 1970 bis 1983
- Fritz Bischoff, 1983 bis 1986
- Werner Pfeifer, 1986 bis 2003
- Michael Bauer, 2003 bis 2006
- Michael Prus, 2007 bis 2016
- Björn Rädel, seit 2016